# Quintilis
Quintilis era el quinto mes del Calendario romano de 10 meses, que comenzaba en marzo y tenía 31 días. Seguía a Junius (mes de junio) y precedía a Sextilis (más tarde, agosto).  
Quintilis es en latín y significa "Quinto", esto es, fue el quinto mes (quintilis mensis) en el antiguo calendario atribuido a Rómulo, que comenzaba con el mes de Martius ("mes de Marte'" o marzo). Después de la reforma del calendario que obtuvo un año de 12 meses, Quintilis se convirtió en el séptimo mes, pero conservando su nombre. En los años 40 a. C., Julio César instituyó un nuevo calendario para cuadrar las discrepancias astronómicas que tenía el antiguo.
Después de su asesinato, Marco Antonio obtuvo la aprobación del senado romano en el 44 a. C. para cambiar el nombre de Quintilis  por el de Iulius (julio), en su honor, por ser el mes en que había nacido César.